# Zimmersheim
Zimmersheim település Franciaországban, Haut-Rhin megyében. Lakosainak száma 1069 fő (2022. január 1.). Zimmersheim Bruebach, Rixheim, Hombourg, Eschentzwiller és Habsheim községekkel határos.

## Népesség
A település népessége az elmúlt években az alábbi módon változott:
| Lakosok száma | 1090 | 1042 | 1068 | 1016 | 1028 | 1041 | 1053 | 1059 | 1069 |
|               | 2013 | 2015 | 2016 | 2017 | 2018 | 2019 | 2020 | 2021 | 2022 |